# Campionati europei di concorso completo 1957
I Campionati europei di concorso completo 1957 si sono svolti a Copenaghen in Danimarca.

## Podi
| Evento           | Oro           | Argento              | Bronzo         |
| Gara individuale | Sheila Wilcox | August Lütke-Westhüs | Jonas Lindgren |
| Gara a squadre   | Regno Unito   | Germania Ovest       | Svezia         |

## Medagliere
| Posiz. | Nazione        | Oro | Argento | Bronzo | Totale |
| ------ | -------------- | --- | ------- | ------ | ------ |
| 1      | Regno Unito    | 2   | 0       | 0      | 2      |
| 2      | Germania Ovest | 0   | 2       | 0      | 2      |
| 2      | Svezia         | 0   | 0       | 2      | 2      |
| Totale | Totale         | 2   | 2       | 2      | 6      |